# Spořitelní a úvěrní družstva
Spořitelní a úvěrní družstva (též družstevní záložny) patří spolu s bankami mezi úvěrové instituce. Úvěrní družstevnictví je na území Čech (popřípadě Československa) nejstarší formou družstevního podnikání s bohatou historií. Spořitelní a úvěrová družstva se členila na družstva městská (občanské záložny) a družstva venkovská (kampeličky a raiffeisenky). Činnost spořitelních a úvěrních družstev se prolínala s družstvy neúvěrními a svým organizačním propojením napomáhala dalším družstevním sektorům. 
Spořitelní a úvěrní družstvo se primárně zabývá přijímáním vkladů, poskytováním úvěrů a další finančními službami. Tyto služby jsou poskytovány členům družstva, kteří družstevní záložnu společně vlastní a řídí. Celosvětové sdružení družstevních záložen World Council of Credit Unions definuje družstevní záložnu jako „demokratické finanční družstvo vlastněné jeho členy“. Takto definovaných družstevních záložen bylo v roce 2009 na celém světě 49 330 a měly 183 916 050 členů. Právní uspořádání se však v jednotlivých zemích liší: např. v ČR jde o družstva podle zákona 87/1995 Sb. o spořitelních a úvěrních družstvech, v Německu mohou nabývat také formy akciových společností nebo společností s ručením omezeným.

## Úvěrní a spořitelní družstva v Předlitavsku
Úvěrní a spořitelní družstva na území českých zemí (později v Československa) se dělila podle národností, později i podle sféry zemědělské a živnostenské, ale hlavně na družstva městská (záložny) a družstva venkovská (kampeličky a raiffeisenky).

### Občanské záložny
České i německé občanské záložny, řídící se zásadami Hermanna Schulze-Delitzsche, začaly v Čechách vznikat v polovině 19. století. V Čechách je šířil zejména ve svém časopise Posel z Prahy František Šimáček. V roce 1858 byly schváleny stanovy německého vzájemného záloženského spolku v Liberci a ve stejném roce vznikla z podnětu obuvnického mistra Jana Pláteníka Záložná kasa ve Vlašimi, později přejmenovaná na Občanskou záložnu. Podle jejího vzoru vznikaly obdobné záložny v dalších městech. Z iniciativy Františka Cyrila Kampelíka a podnikatele Josefa Antonína Komárka byla v roce 1863 založena občanská záložna v Hradci Králové.
První záložna na Moravě byla zřízena na základě výzvy v časopise Posel z 13. ledna 1861 v Přerově a její stanovy byly potvrzeny 22. října 1861. Při jejím zrodu stáli přerovský starosta František Kramář a místní podnikatel Cyril Vítěz. V roce 1863 byly schváleny stanovy Záložny občanské v Příboře, v Hranicích, Kojetíně, Holešově, Velkém Meziříčí, Prostějově, Slavkově a Vyškově, v roce 1864 následovaly záložny v Olešnici, Velkých Opatovicích, Tovačově a Veselí nad Moravou a Občanská záložna Blahobyt v Brně. Ve stejné době vznikaly i německé záložny, dne 3. února 1863 v Brně Erster Brünner Creditverein fur Gewerbetreibende, další dvě německé záložny vznikly v Hranicích a jedna v Šumperku a Dolních Kounicích. U zrodu Občanské záložny v Olomouci roku 1873 stál katolický kněz Ignát Wurm. 

Bývalé sídlo německé družstevní banky Allgemeine Volkskreditanstalt r. Gen. m. b. H. (dříve: Kredit- u. Wirtschaftsgemeinschaft „Wige“) Praha II, Hybernská ulice

Na základě zvyšování počtu občanských záložen a růstu jejich ekonomického významu byla v roce 1868 zřízena Živnostenská banka, jež byla koncipována jako banka eskontní pro všechny české obchodníky a živnostníky. V roce 1884 pak byla založena zájmová organizace Jednota záložen v Čechách, na Moravě a ve Slezsku. V roce 1918 se na území nového Československa nacházelo 902 českých občanských záložen s 308 100 členy, jejichž vklady dosahovaly výše 1 201 010 000 korun. V Jednotě záložen v Čechách, na Moravě a ve Slezsku bylo organizováno 520 záložen. V roce 1920 vytvořily občanské záložny vlastní zastřešující peněžní ústředí Svaz záložen, zapsané společenstvo s ručením obmezeným.
K nejstarším německým úvěrovým spolkům na principu Hermanna Schulze-Delitzsche patřil v roce 1863 založený Spar- und Vorschußverein v Sokolově (Falkenau) a Spar- und Kreditverein v České Kamenici (Böhmisch Kamnitz). Další vznikly v roce 1864 například v Bílovci (Vorschußverein in Wagstadt), ve Znojmě (Spar- u. Vorchussverein für Znaim und Umgebung), v roce 1865 v Jeseníku (Spar- und Vorchußverein Freiwaldau) v roce 1866 ve Stodu (Spar- und Vorschußkassa in Staab), v Kraslicích (Spar- und Vorschußverein Graslitz), v roce 1867 v Plzni (Deutscher Spar- u. Vorschußverein in Pilsen).
V roce 1911 byla založena německá družstevní banka Kreditanstalt der Deutschen a v roce 1923 Kredit- und Wirtschaftsgemeinschaft „Wige“ (přejmenovaná později na Allgemeine Volkskreditanstalt se sídlem v Praze. Od roku 1920 je zastřešovalo ústředí Allgemeiner Verband der auf Selbsthilfe beruhenden Erwerbs und Wirtschaftsgenossenschaften se sídlem v Praze, od roku 1935 působící pod názvem Allgemeiner deutscher Genossenschaftsverband in der Tschechoslovakischen Republik se sídlem v Ústí nad Labem (Aussig).

### Kampeličky a raiffeisenky
Zemědělské podnikání se rozvíjelo ve svépomocné družstevní formě zakládáním vlastních úvěrních družstev, nazývaných kampeličkami a raiffeisenkami (podle iniciátorů úvěrních družstev českého propagátora Františka Cyrila Kampelíka a německého zakladatele Friedricha Wilhelma Raiffeisena). Sloužily hlavně drobným zemědělcům, kterým poskytovaly provozovací úvěr s nízkou úrokovou mírou. Obvykle vznikaly v obvodech jednotlivých obcí jako společenstva s ručením neomezeným – představenstvo i členstvo ručilo za hospodaření spolku celým svým jměním neomezeně. Na území Koruny české působila úvěrní družstva německá, česká a ve Slezsku též polská, jejich množství si nakonec vyžádalo vytvoření vlastních organizačních soustav.

### Organizace německých raiffeisenek

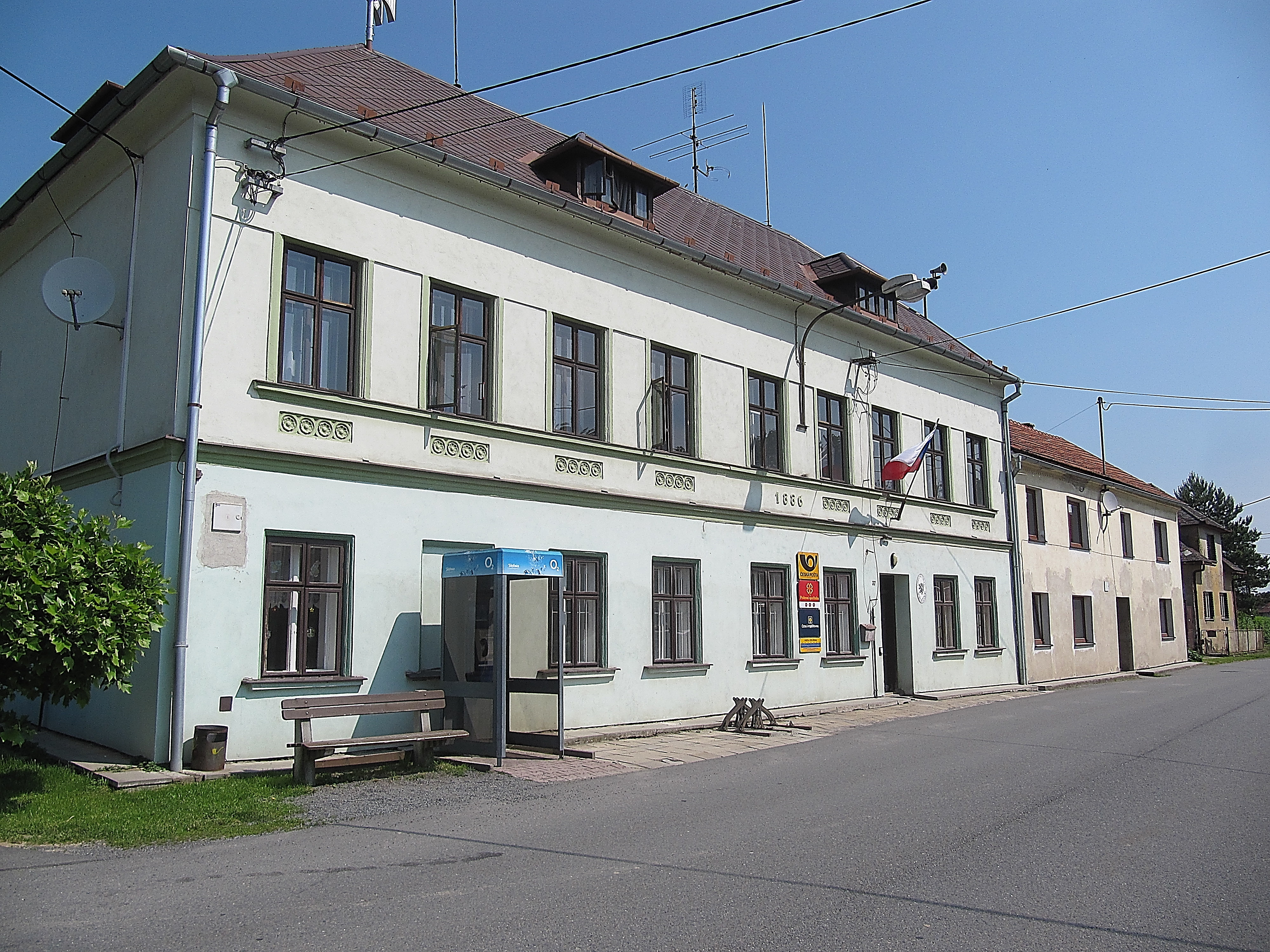
Bývalé sídlo nejstarší německé raifeisenky (Raifeisenkasse Klein Petersdorf), nyní sídlo obecního úřadu Horní Vrážné

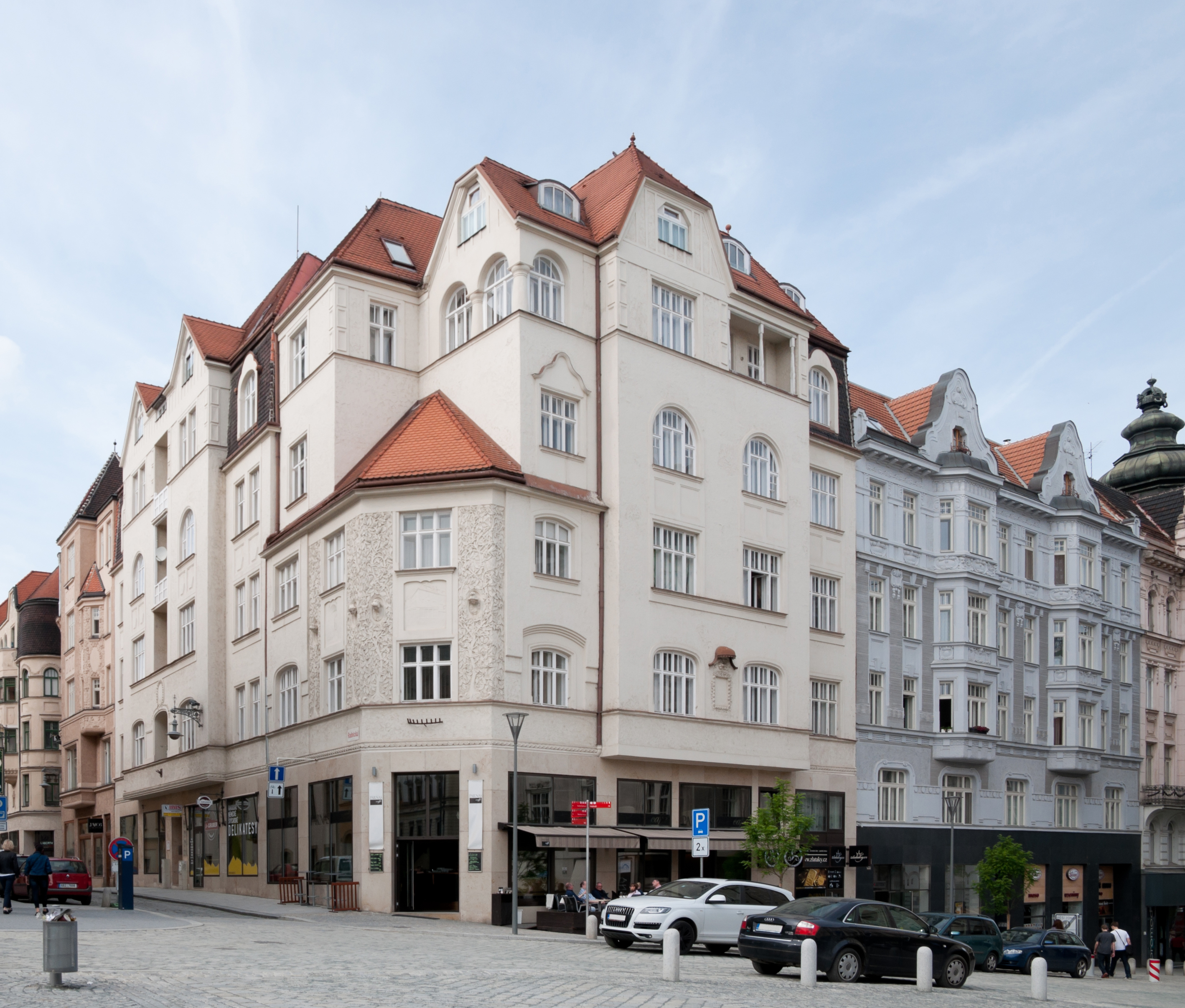
Bývalé sídlo brněnského ústředního svazu Zentralverband der deutschen landwirtschaftlichen Genossenschaften Mährens und Schlesiens, roh Radnická 11 (Brünn, Rathausgasse 11) a Zelný trh

Spořitelní a záloženské spolky patřily k nejrozšířenějším formám peněžních ústavů. Podle jejich zakladatele Friedricha Wilhelma Raiffeisena se nazývaly raiffeisenky a byly zakládány ve velké míře v Německu, Rakousku, německých pohraničních obcích, částečně v Itálii a ve Švýcarsku. První rakouské raiffeisenky vznikly v roce 1886 ve štýrské obci Rosswein (Razvanje) u Mariboru a dolnorakouském Mühldorfu bei Spitz, v roce 1887 následovala dolnorakouská obec Neustift bei Scheibbs.
První německý spořitelní a záloženský spolek (raiffeisenka) na našem území vznikl v roce 1886 na podkladě přednášky doktora Adama Kulisze o Raiffeisenovi, kdy byl ustaven spolek Spar- und Darlehenskasse „Eintracht“ pro obce Dolní a Horní Vrážné (Klein- und Gross Petersdorf), v roce 1887 Spar- und Darlehenskasse pro obec Bělotín (Bölten), v roce 1888 Spar- und Darlehenskassen pro obec Jeseník nad Odrou (Deutsch-Jaßnik) a Suchdol nad Odrou (Zauchtel).
V roce 1893 stoupl počet moravských raiffeisenek na 50 a dne 22. května 1893 se konalo v Olomouci ustavující shromáždění Ústředního svazu německých zemědělských úvěrových družstev Moravy a Slezska (Zentralverband der deutschen landwirtschaftlichen Kredit-Genossenschaften Mährens und Schlesiens) se sídlem v Brně, jemuž předsedal Dr. Anton Zoebl, vysokoškolský profesor z Brna. V roce 1901 se členy svazu stala také výrobní (zužitkovací) družstva a název ústředí byl upraven na „Zentralverband der deutschen landwirtschaftlichen Genossenschaften für Mähren und Schlesien in Brünn“.
Německé spořitelní a záloženské spolky ve Slezsku si zřídily v roce 1894 ústřední orgán Verband der Spar- und Darlehenskassenvereine in Schlesien, ke kterému přistoupilo hned při jeho založení 17 družstev. V roce 1888 byla založena první německá raiffeisenka v Čechách a to v obci Veliká Ves u Podbořan (Michelsdorf bei Podersam), do konce roku 1890 pak následovalo dalších 7 a na konci roku 1895 se jejich počet zvýšil na 73. V témže roce byl v Praze na Královských Vinohradech založen německý Zentralverband der deutschen landwirtschaftlichen Genossenschaften Böhmens.
Ve dnech 25. a 26. října 1897 se konal ve Vídni I. rakouský Raiffeisenův den (Raiffeisentag), z jehož popudu vzešel 20. května 1898 Všeobecný svaz zemědělských družstev Rakouska / Allgemeiner Verband der landwirtschaftlichen Genossenschaften für Oesterreich“. V roce 1908 zřídila rakouská vláda za účelem praktického provádění péče o živnostenský úvěr Úřad pro živnostenské úvěrnictví (Dienststelle für gewerbliche Kreditangelegenheiten) ve Vídni, který byl podřízen c. k. ministerstvu veřejných prací.

### Organizace českých kampeliček
V Čechách se o zřizování spořitelních a záloženských spolků zasloužil doktor František Cyril Kampelík (proto se pro ně vžil název kampelička). Nejstarší český spořitelní a záloženský spolek byl založen v roce 1890 ve Rtyni u Úpice a poté v Rybné u Žamberka. Největší část těchto českých úvěrních zemědělských družstev se stala součástí Ústřední jednoty českých hospodářských společenstev v království Českém v Praze, jejíž stanovy byly schváleny místodržitelským výnosem ze dne 17. února 1896.
Na Moravě se konstituovala v roce 1893 jako první kampelička v Želetavě. V roce 1898 byla založena Ústřední jednota českých hospodářských společenstev úvěrních pro Moravu a Slezsko, s.r.o., se sídlem v Brně a v roce 1899 Ústřední svaz českých hospodářských společenstev v markrabství Moravském, s.r.o., se sídlem v Brně.
Ve Slezsku vznikly první české kampeličky v roce 1895 v Litultovicích, Studénce, Malenovicích a v roce 1897 Hlavnici, Komárově, na Hradci, v Jaktaři, na Morávce a v Pustějově (1898), v Ratimově a v Hlubotci (1899), atd. Většina z nich se připojila k nově založené Ústřední jednotě českých hospodářských společenstev úvěrních v Brně. V roce 1901 se pak většina slezských družstev připojila k nově zřízené Jednotě českých hospodářských společenstev ve vévodství Slezském v Opavě. V roce 1908 byl v Těšíně založen samostatný polský svaz „Związek spółek rolniczych w księstwie Cieszyńskiem“.
V roce 1909 se Ústřední jednota stala členem centrální předlitavské instituce Allgemeiner Verband landwirtschaftlicher Genossenschaften in Österreich se sídlem ve Vídni (zal. 20. května 1898), stejně jako německé ústřední organizace Zentralverband der deutschen landwirtschaftlichen Genossenschaften Böhmens, G.m.b.H se sídlem na Královských Vinohradech, Zentralverband der deutschen landwirtschaftlichen Genossenschaften Mährens und Schlesiens, G.m.b.H. se sídlem v Brně a Verband landwirtschaftlicher Genossenschaften in Schlesien, G.m.b.H. se sídlem v Bílsku a česká Jednota českých hospodářských společenstev ve vévodství Slezském, s.r.o. se sídlem v Opavě. V roce 1910 sdružoval 28 německých, českých, chorvatských, slovinských, polských a italských zemských svazů se 7 727 družstvy a 98 spolky a nepřímo 16 Svazů pro jednotlivé družstevní skupiny.
Do této centrální instituce nevstoupily: česká lidovecká Ústřední jednota českých hospodářských společenstev úvěrních pro Moravu a Slezsko (1898); český Ústřední svaz českých hospodářských společenstev v markrabství Moravském (1899) a lidovecký Zemský svaz českých hospodářských družstev a společenstev pro království České (1901).
Ústřední jednota hospodářských družstev, založená v roce 1896 jako Ústřední jednota hospodářských společenstev, byla největší družstevní centrálou v Předlitavsku, vhodně doplňovala úvěrní soustavu monarchie kontrolou lidového peněžnictví a podstatně ovlivnila hospodářský život venkovských a částečně i městských obcí. Svým zaměřením na zemědělskou produkci, resp. na její zpracování a odbyt na trhu se stala jakousi pomyslnou hospodářskou základnou pro venkov. Její význam za první světové války ještě vzrostl v souvislosti se zabezpečením týlu monarchie, především pak Předlitavska.
Ivan Jakubec: Hospodářské výsledky Ústřední jednoty hospodářských družstev v prvním čtvrtstoletí jejího trvání (1896–1918)
Druhou nejvýznamnější družstevní centrálou se na našem území stal německý Zentralverband der deutschen landwirtschaftlichen Genossenschaften Böhmens, G.m.b.H, se sídlem v Královských Vinohradech.

## Peněžní družstevnictví v Československu
Zemská ústředí byla od 6. června 1921 organizována a revidována Centrokooperativem, svazem jednot hospodářských družstev v Praze. Na základě revizního zákona z roku 1903 existovalo v Československu ke dni 10. října 1938 celkem 30 revizních svazů.
České družstevnictví zastupovala v Čechách Ústřední jednota (agrární) s 4 129 členskými družstvy a Svaz (lidovecký) s 543 členskými družstvy, celkem s 4 072 družstvy; na Moravě Ústřední svaz (agrární) s 1 340 a Ústřední jednota (lidovecká) s 808 členskými družstvy, celkem 2 154 družstvy; ve Slezsku česká Jednota v Opavě s 213 členskými družstvy. Německé družstevnictví vykazovalo na konci roku 1937 v Čechách ve svém pražském svazu Zentralverband 1 235 členských družstev, v brněnském svazu Zentralverband 667 členských družstev a v opavském svazu Zentralverband 203 členských družstev, celkem 2 105 družstev.

### Německé zemské a revizní svazy
V roce 1920 došlo k založení zastřešujícího orgánu Sdružení německých zemědělských družstevních svazů / Bund der deutschen landwirtschaftlichen Genossenschaftsverbände:
1. Zentralverband der deutschen landwirtschaftlichen Genossenschaften Böhmens in Prag
2. Zentralverband der deutschen landwirtschaftlichen Genossenschaften Mährens, Schlesiens und der Slowakei in Brünn
3. Zentralverband der deutschen landwirtschaftlichen Genossenschaften Schlesiens in Troppau

V prosinci 1936 se přibližně 30 německých zemědělských úvěrových družstev ze Slovenska a Podkarpatské Rusi, dosud sdružených pod ústředím „Zentralverband der deutschen landwirtschaftlichen Genossenschaften Mährens, Schlesiens und der Slowakei“, rozhodlo založit vlastní ústřední svaz „Verband der deutschen landwirtschaftlichen Genossenschaften in der Slowakei“ se sídlem v Bratislavě (Preßburg).

## Peněžní družstevnictví v období 1938–1945
V roce 1938 sdružoval „Centrokooperativ“, svaz jednot hospodářských družstev republiky Československé v Praze, zapsané společenstvo s obmezeným ručením, celkem 12 zemědělských družstevních svazů, které plnily funkci organizační, revisní a byly zároveň vyrovnávacími pokladnami přičleněných družstev. Každý z těchto svazů (až na jeden) měl svou obchodní centrálu, též začleněnou do Centrokooperativu. Vedle toho mu byl přidělen též jeden zájmový svaz a pět společností pro zpeněžování dobytka.
Družstevní a peněžní organizace:
1. Centrokooperativ, svaz jednot hospodářských družstev republiky Československé Praha
2. Ústřední jednota hospodářských družstev Praha
3. Kooperativa, nákupní jednota hospodářských družstev Praha
4. Agrasol, akciová zemědělská tržební a průmyslová společnost Praha-Bratislava
5. Svaz hospodářských družstev československých Praha
6. Hospodářská družstevní jednota Praha
7. Zentralverband der deutschen landwirtschaftlichen Genossenschaften Böhmens Praha
8. Gesellschaft der landwirtschaftlichen Genossenschaften für Warenhandel und Erzeugung Praha
9. BRNOSVAZ, ústřední svaz českých hospodářských družstev Brno
10. MORAGRO, obchodní ústředí hospodářských družstev Brno
11. Ústřední jednota českých hospodářských společenstev úvěrních Brno
12. Jednota hospodářských družstev Brno
13. Zentralverband der deutschen landwirtschaftlichen Genossenschaften Mährens, Schlesiens und Slowakei Brno
14. Bezugs- und Verwertungszentrale Brno
15. Jednota českých hospodářských společenstev Opava
16. Zentralverband der deutschen landwirtschaftlichen Genossenschaften Schlesiens Opava
17. Centrální hospodářské skladiště Opava
18. Landwirtschaftlichen Warenzentrale Opava
19. Zwiazek Spóldzielni Polskich Český Těšín
20. Ziemia, spólka rolniczo-handlowa, stowarzyszenie zarejestrowane z organiczoną poręką Český Těšín
21. Ústredné družstvo Bratislava
22. Sväz hospodárskych družstiev a verejných obilných skladíšť Bratislava
23. Zemský družstevní svaz Užhorod
24. Obchodní jednota hospodářských družstev, Užhorod
25. Syndikát pro zpeněžování dobytka a výrobků živočišných v ČSR (1932 k regulaci dovozu dobytka a nejdůležitějších živočišných výrobků)
26. Zemědělský svaz pro zpeněžení dobytka v Praze
27. Zemka, zemědělské podniky pro zpeněžení a zužitkování dobytka a zvěře Praha
28. Moravský svaz pro obchod dobytkem a masem Brno
29. Krajinský zemedelský sväz pre speňažovanie a obchod s hospodárskym zvieractvom a živočišnými výrobkami na Slovensku (Krajinský zemedelský sväz) Bratislava
30. Slovenské dobytkářské družstvo Košice[25]

### Přestavba družstevních organizací během druhé republiky
Národní souručenství společně s Ladislavem Feierabendem iniciovalo sloučení českých družstevních svazů do centrály zemědělských družstev „Ústřední jednoty hospodářských družstev v Čechách“ se sídlem v Hybernské ulici čp. 20 v Praze a na Moravě do Moravské jednoty záložen, raiffeisenek a družstev se sídlem na Náměstí Svobody čp. 17 v Brně (BRNOSVAZ, ústřední svaz českých hospodářských družstev v Brně, Ústřední jednota českých hospodářských družstev úvěrních v Brně). Obchodním ústředím se v Čechách stala Kooperativa, nákupní jednota hospodářských družstev se sídlem v Dlážděné ulici čp. 2 v Praze a na Moravě „MORAGRO, obchodní ústředí hospodářských družstev“ se sídlem na Náměstí Svobody čp. 17 v Brně (sloučením Moragra a Jednoty hospodářských družstev v Brně). Centrokooperativu zůstala funkce revizního orgánu.

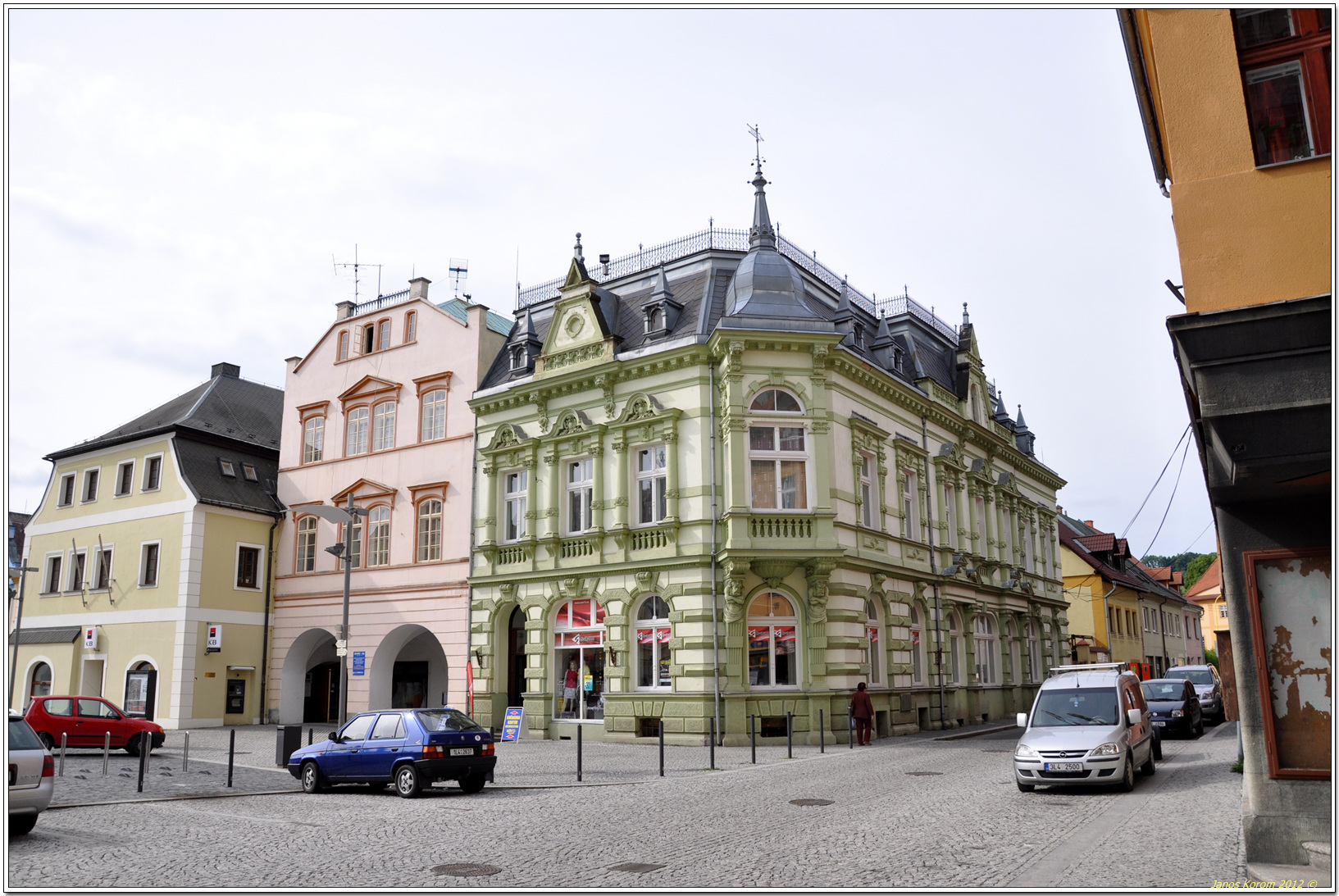
Budova bývalé zemědělské okresní záložny, Frýdlant (Landwirtschaftliche Bezirksvorschußkasse Friedland), roh Nám. T. G. Masaryka-Svatopluka Čecha

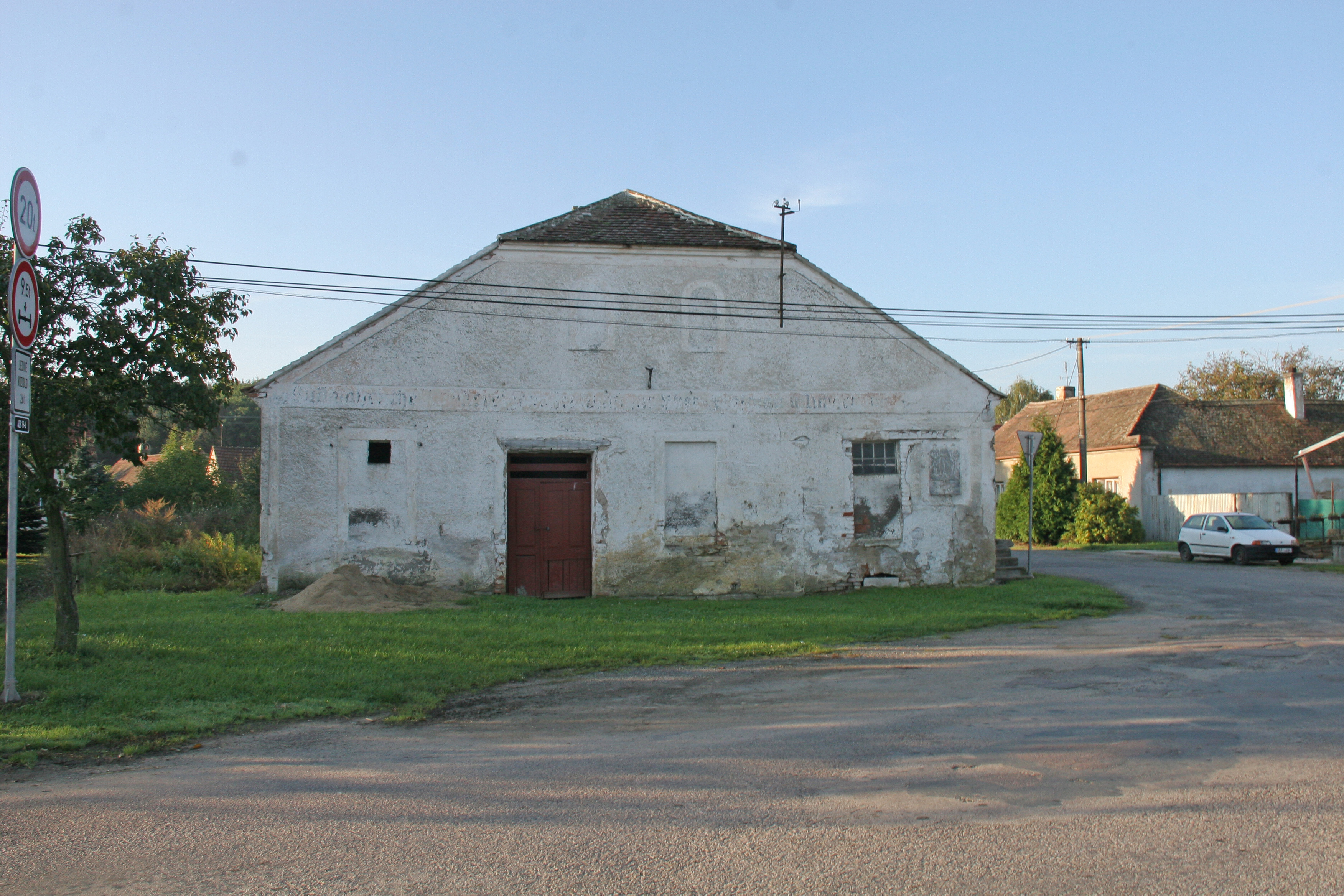
Bývalé Mlékárenské družstvo Horní Břečkov (původní název: Südmährische Molkereigenossenschaft für Ober Fröschau und Umgebung GmbH)

Brněnský německý zemědělský svaz „Zentralverband der deutschen landwirtschaftlichen Genossenschaften Mährens a Schlesiens“ (u. der Slowakei) zřídil 6. října 1938 ve Znojmě svou pobočku pro odstoupené území jižní Moravy (až do začlenění pod Říšskou župu Dolní Podunají), která převzala 235 jihomoravských družstev; další pobočku v Šumperku pro odstoupené území severní Moravy a Slezska (až do začlenění pod Říšskou župu Sudety), které připadlo 356 družstev. Znojemskou pobočku obsadil dvěma revizory, kteří měli v přechodné době připravit převzetí těchto družstev rakouským revizním svazem „Donauländischer Raiffeisenverband“ se sídlem ve Vídni. Slavnostní předání se uskutečnilo 23. ledna 1939 ve spolkovém Německém domě (Deutsches Haus) ve Znojmě.
Pražský německý svaz „Zentralverband der deutschen landwirtschaftlichen Genossenschaften Böhmens“ přeložil po odstoupení pohraničních území své sídlo do Karlových Varů, přičemž 19. prosince 1938 byl zřízen nový revizní svaz Verband der sudetenländischen landwirtschaftlichen Genossenschaften – Raiffeisen se sídlem v Liberci a třemi revizními okresy (Karlovy Vary, Ústí nad Labem, Opava) a pobočkami v Karlových Varech, Ústí nad Labem, Opavě a Šumperku. Německý svaz „Allgemeiner deutscher Genossenschaftsverband in der Tschechoslowakischen Republik“ se sídlem v Ústí (Aussig), jež byl ústředním orgánem pro družstva a záložny na principu Schultze-Delitzscheho zřídil revizní svaz Sudetendeutsche Genossenschaftsverband Schultze-Delitzsch Aussig s pobočkou v Opavě a využíval vlastní ústřední pokladnu Zentralkasse Sudetenländischer Genossenschaften taktéž se sídlem v Ústí (od r. 1936). Pohraniční spořitelní a úvěrová družstva, která ležela mimo Říšskou župu Sudety, připadla ústředím v Mnichově (Landesverband landwirtschaftlichen Genossenschaften – Raiffeisen München, Raiffeisen-Zentralkasse München), Linci a ve Vídni (Landesverband donauländischen landwirtschaftlichen Genossenschaften – Raiffeisen Wien pro Říšské župy Dolní a Horní Podunají, Raiffeisen-Zentralkasse Linz) a Raiffeisen-Zentralkasse Wien).
Brněnskému „Zentralverbandu“ měla naopak připadnout všechna německá zemědělská družstva se sídlem na území druhé Československé republiky, jež byla dříve členy pražského ústředního svazu „Zentralverband der deutschen landwirtschaftlichen Genossenschaften Böhmens“. Záložny německého ústeckého svazu „Allgemeiner deutscher Genossenschaftsverband in der Tschechoslowakischen Republik“ měly připadnout německému brněnskému ústřednímu svazu živnostenských výdělkových a hospodářských družstev „Zentral-Verband der deutschen gewerblichen Erwerbs- und Wirtschaftsgenossenschaften“.

### Zahájení přestavby protektorátního družstevnictví
Družstva z předmnichovského období zaujímala v zemědělském obchodě dominantní roli. Skrze své centrály měla nemalý podíl na kapitálu a vedení privilegovaných obchodních společností, jejichž germanizace byla úzce spjata s protektorátní přestavbou celého družstevního systému. První reorganizační kroky k začlenění do říšskoněmeckého družstevního systému probíhaly u německých družstevních svazů.

#### Zřízení peněžních centrál u německých svazů
Od 5. července 1939 probíhala jednání u brněnského svazu „Zentralverband der deutschen landwirtschaftlichen Genossenschaften Mährens a Schlesiens“ (u. der Slowakei), zaměřená na začlenění do dvojkolejné organizační výstavby skupiny „Ernährung und Landwirtschaft“ Úřadu říšského protektora a současně na organizační přeměny s oddělenou revizní, peněžní a obchodní funkcí podle říšského družstevního systému. 

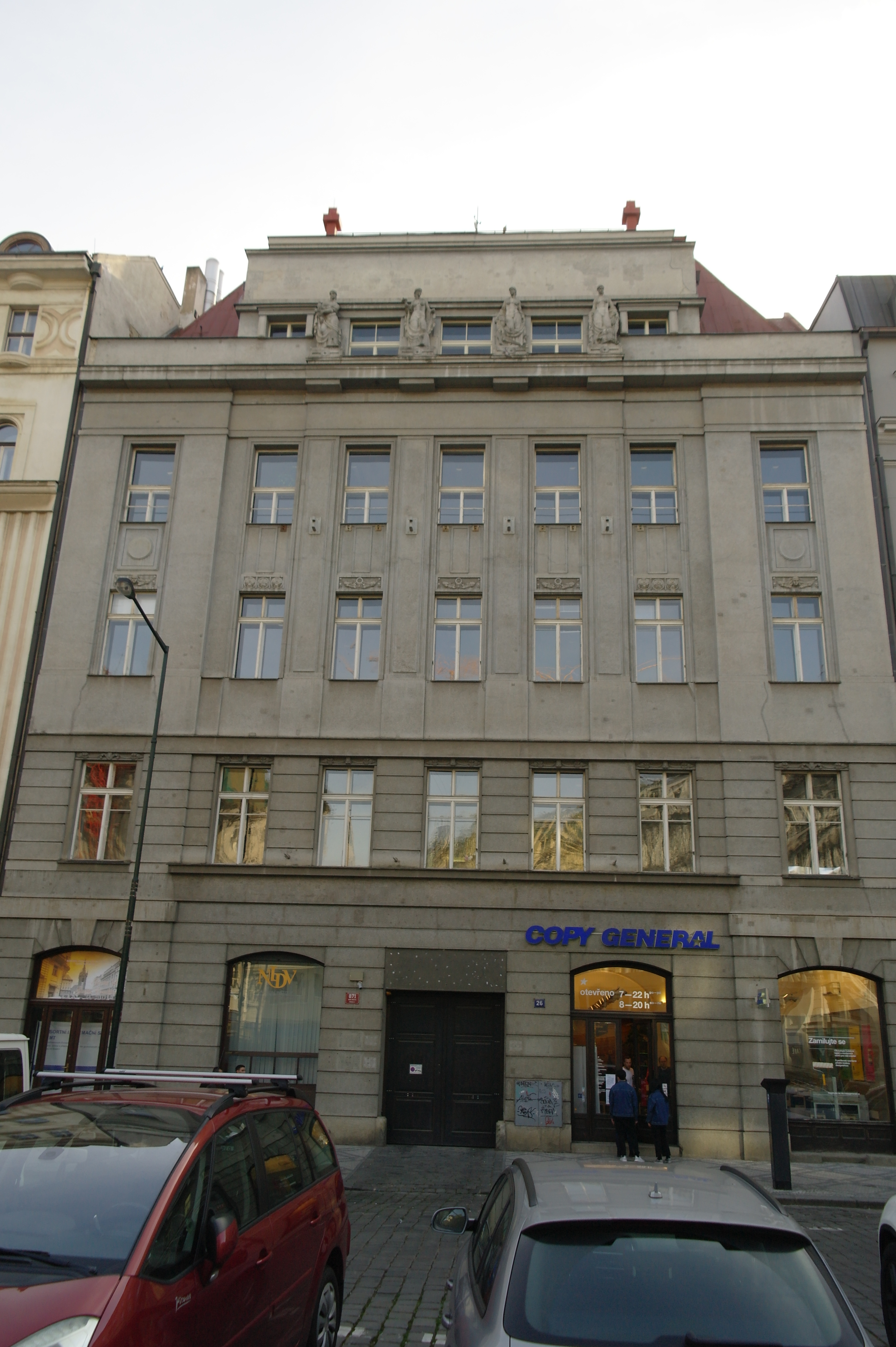
Budova bývalé Agrární banky, od r. 1943 Zemědělské banky pro Čechy a Moravu, Praha Senovážné náměstí 26/871

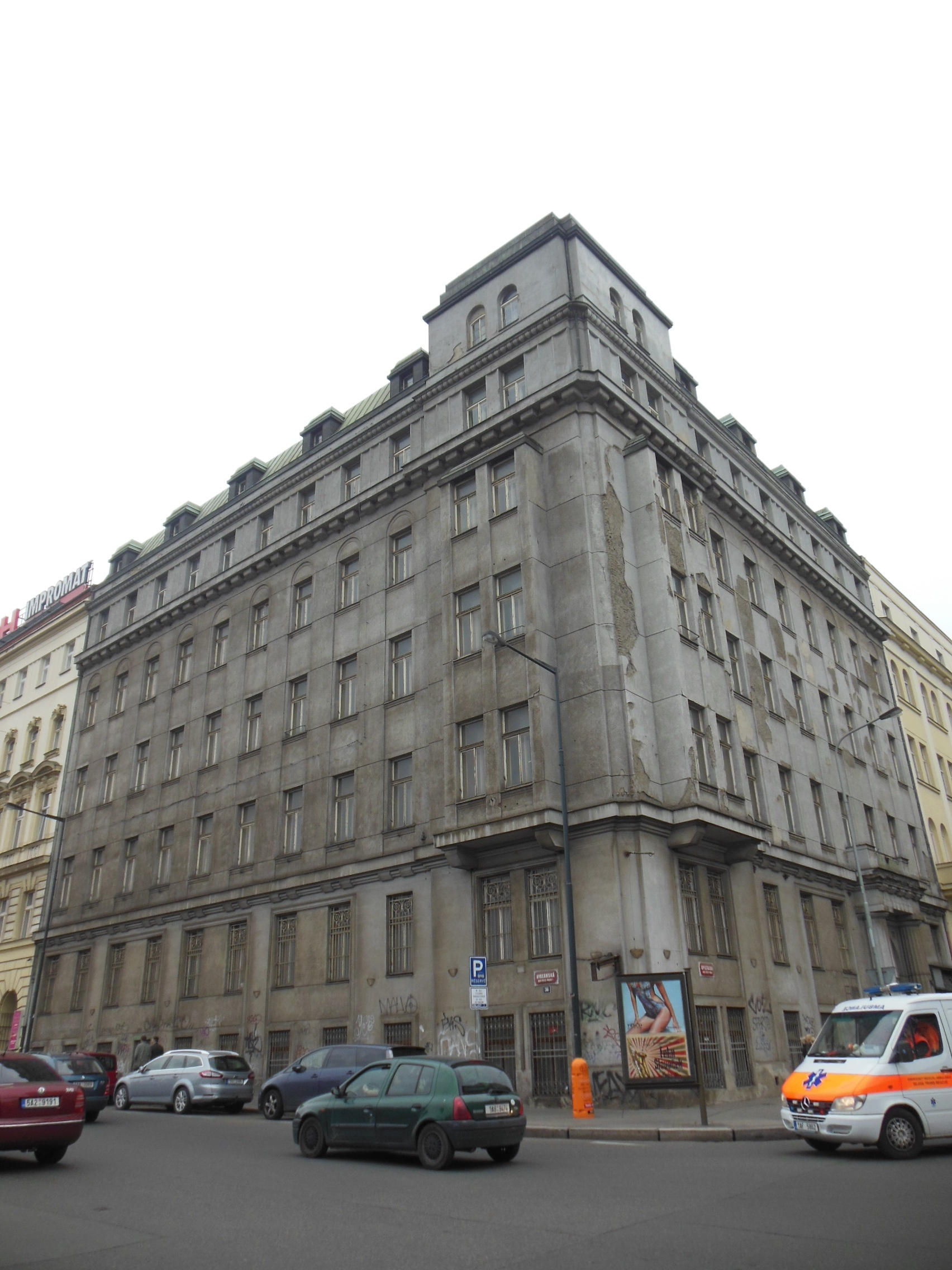
Budova bývalé Deutsche Bodenverkehrsgenossenschaft, Praha, roh Opletalova ul. 40 – Hybernská ul. 36

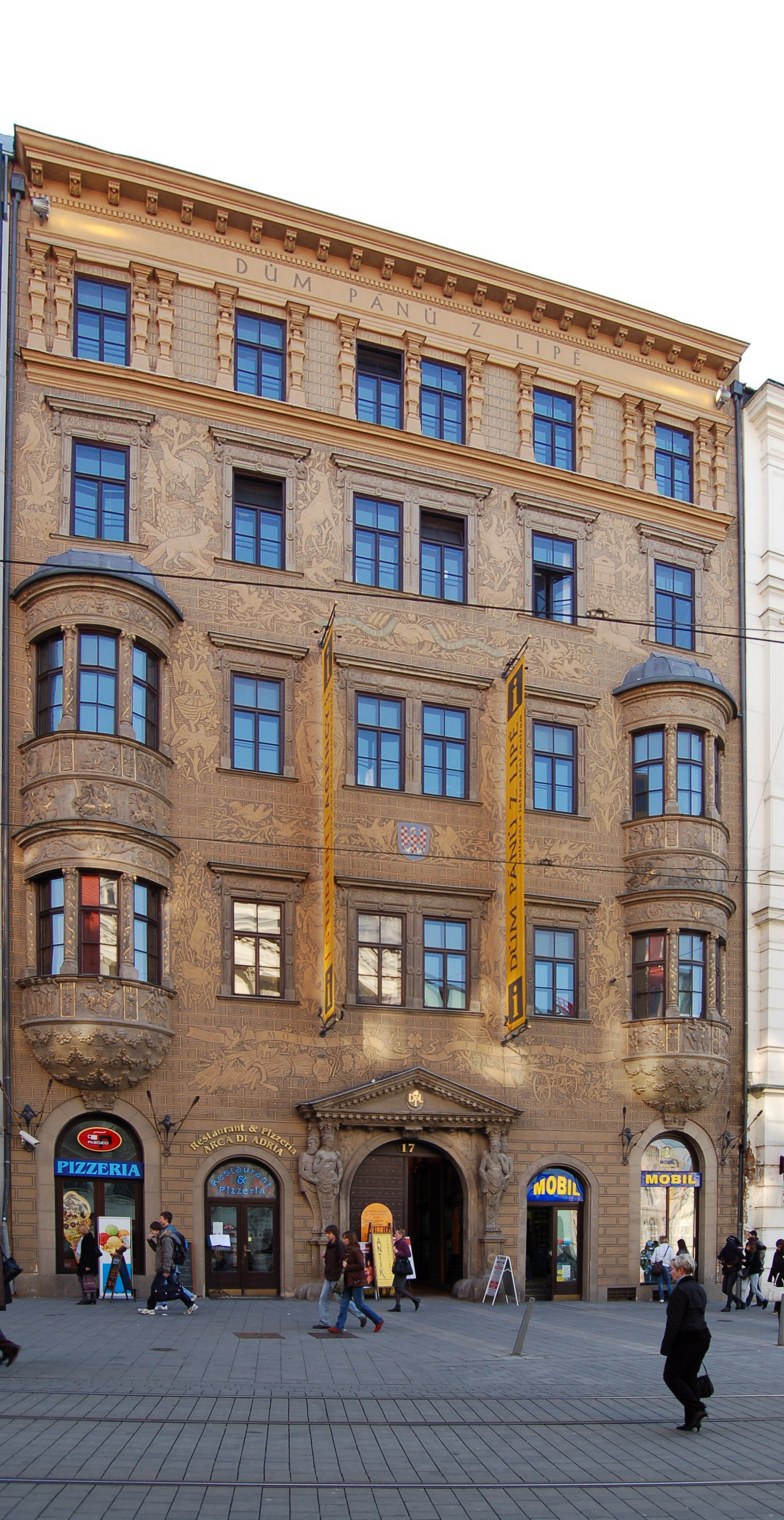
Brno, náměstí Svobody 17: 1926–1938 sídlo Ústředí moravských družstevních mlékáren, 1938–1941 Brnosvaz a Moragro, 1941–1942 Zentrale der Mährischen landwirtschaftlichen Genossschäften, 1942–1945 Zentralkasse der landwirtschaftlichen Genossenschaften für Mähren

Už 22. září 1939 byl zřízen německý ústřední revizní svaz Verband der deutschen landwirtschaftlichen Genossenschaften in Böhmen und Mähren, jehož stanovy byly schváleny 22. září 1939 a 2. října 1939 na něj byla převedena revizní pravomoc z ústředního svazu „Zentralverband der deutschen landwirtschaftlichen Genossenschaften Mährens a Schlesiens“ (u. der Slowakei), kterou disponoval od 14. června 1939. Do čela nového revizního svazu byli jmenováni: předseda Hans Heuschneider (rolník ze Šlapanova), místopředseda Josef Rießner (rolník ze Želešic) a obchodní vedoucí Franz Hilmer (dosavadní ředitel ústředního svazu). Samotný ústřední svaz, do kterého byly začleněny i velkostatky, byl přeměněn na německou ústřední peněžní a obchodní centrálu pod názvem Deutsche landwirtschaftliche Genossenschaftszentrale (Geld und Warenzentrale der deutschen Landwirtschaft des Protektorates) pod vedením předsedy Josefa Schuriuse (rolníka z Hlubočan) a ústředního ředitele F. Hilmera z Brna.
V roce 1940 došlo ke konečnému oddělení peněžní a obchodní funkce bývalých německých zemských svazů, kdy byl Zentralverband der deutschen landwirtschaftlichen Genossenschaften in Böhmen přejmenován na „Raiffeisen-Zentralkasse G.m.b.H. Karlsbad“ se sídlem v Karlových Varech a Zentralverband der deutschen landwirtschaftlichen Genossenschaften Schlesiens na „Raiffeisen-Zentralkasse G.m.b.H. Troppau“ se sídlem v Opavě.

#### Ústřední svaz peněžnictví pro Čechy a Moravu
Vyhláškou ministra financí z 5. prosince č. 429/1941 Sb. byly stanoveny hospodářské skupiny, které podléhaly Ústřednímu svazu peněžnictví pro Čechy a Moravu, které bylo aktivováno 14. ledna 1943 vyhláškou ministra zemědělství a lesnictví (Úřední list č. 10 ze dne 14. ledna 1943) jako „Všeobecné peněžní ústředí družstev pro Čechy a Moravu / Allgemeine Genossenschaftszentralkasse für Böhmen und Mähren“ (Ústřední svaz peněžnictví) v Praze, jež zastřešoval tři hospodářské skupiny:
- Hospodářská skupina I: Soukromé bankovnictví (Akciové banky, bankéři, obchodní dohodci)
- Hospodářská skupina II: Peněžní ústavy s veřejnými úkoly (Zemské banky a peněžní ústavy se zvláštními úkoly, spořitelny a okresní záložny hospodářské a kontribučenské)
- Hospodářská skupina III: Úvěrní společenstva

1. Všeobecné záložny: Jednota záložen, Praha II., třída Viktorie 14; Ústřední jednota živnostenských záložen a družstev středostavovských, Praha I., Na Perštýně 12; Zemský svaz živnostenských záložen a družstev, Praha II., Štěpánská ul. 1; Ústřední svaz družstev živnostenských v Brně, zaps. společenstvo s r. o., Brno, Radnická 1; Zentralverband der deutschen gewerblichen Erwerbs- und Wirtschaftsgenossenschaften in Böhmen und Mähren", Brno, Bratislavská 7; Sdružení ústředního svazu družstev, Praha XI., U Rajské zahrady 2; Revisní jednota českých hospodářských a výdělkových společenstev v Praze, Praha II., Beethovenova 8; Zemský úvěrní fond živnostenský v Praze; veškerá úvěrní společenstva a úvěrní spolky, jež nebyly členy některého ze svazů.
2. Venkovské družstevní záložny: Ústřední jednota hospodářských družstev v Praze II., Hybernská 20; Moravská jednota záložen, raiffeisenek a družstev v Brně a „Verband der deutschen landwirtschaftlichen Genossenschaften in Böhmen und Mähren“ v Brně.[42]

Jako ústřední peněžní ústav jest Peněžní ústředí oprávněno vyrovnávati peněžní přebytky a peněžní potřeby svých členů a provozovati všechny obchody s tím souvisící, při čemž úvěry smějí byti poskytovány výhradně členům. Jest povinno ukládati vlastní peněžní přebytky především u Ústřední banky družstev pro Čechy a Moravu a opatřovati si zápůjčky a úvěry především u této banky. Jinak jest Peněžní ústředí oprávněno provozovati všechny obchody, jež mohou úvěrní společenstva provozovati podle vládního nařízení ze dne 5. srpna 1933, č. 169 Sb., kterým se vydávají zvláštní předpisy o záložnách a úvěrních spolcích, úvěrních společenstvech (družstvech), hospodářských a živnostenských družstvech úvěrních a jejich svazech.
Stanovy pro Všeobecné peněžní ústředí družstev pro Čechy a Moravu 1943
Tato zemská peněžní ústředí byla napojena na Ústřední banku družstev pro Čechy a Moravu / Zentralbank der Genossenschaften für Böhmen und Mähren (do r. 1942 Všeobecná družstevní banka, Praha Bredovská 4), která fungovala jako nejvyšší peněžní a úvěrová ústředna v protektorátě a do níž plynuly všechny finanční přebytky. Ve stejném roce převzala Agrární banka československá bankovní obchody Deutsche Bodenverkehrsgenossenschaft  a byla vybudována jako Zemědělská banka pro Čechy a Moravu.

#### Všeobecný družstevní svaz pro Čechy a Moravu
Na základě vládního nařízení 242/1942 Sb. ze dne 3. července 1942 o svazech výdělkových a hospodářských společenstev reorganizovala protektorátní správa družstevnictví podle říšskoněmeckého vzoru. Všechna zemědělská společenstva a spolky se sídlem v Čechách měla být nadále sdružena ve „Svazu zemědělských družstev v Čechách“ se sídlem v Praze, všechna zemědělská společenstva a spolky se sídlem na Moravě ve „Svazu zemědělských družstev na Moravě“ se sídlem v Brně. Jejich vrcholným orgánem se v Protektorátě Čechy a Morava stal ústřední „Všeobecný družstevní svaz pro Čechy a Moravu / Allgemeiner Genossenschaftsverband für Böhmen und Mähren” (Ústřední svaz) se sídlem v Praze, který podléhal ministrovi zemědělství a lesnictví.

### Dokončení protektorátní přestavby družstevnictví
Celá reorganizace protektorátního družstevnictví byla dokončena 14. ledna 1943 vyhláškou ministra zemědělství a lesnictví ze dne 12. ledna 1943 (Úřední list č. 10 ze dne 14. ledna 1943), kdy byl aktivován nově zřízený ústřední zemědělský svaz pod vedením Franze Künzela a zároveň vydáním stanov a jmenováním představenstva uvedeny do činnosti: 1. „Svaz zemědělských družstev v Čechách“ se sídlem v Praze (předseda Jan Holák, rolník v Bílých Poličanech; zástupci předsedy a současně členové představenstva Hans Jauker, rolník v Brodu u Českých Budějovic a Josef Pavelec, rolník v Břilicích; 2. „Svaz zemědělských družstev na Moravě“ se sídlem v Brně (předseda Johann Heuschneider, rolník ve Šlapanově, zástupci předsedy představenstva a současně členové představenstva František Zmeškal, rolník v Nahošovicích a Ing. Radomil Vlk, rolník ve Vanovicích).
Tímto způsobem byla revizní funkce družstev oddělena od jejich funkce peněžní. Dnem zřízení Svazu zemědělských družstev v Čechách byla Ústřední jednota hospodářských družstev v Praze, zapsané společenstvo s obmezeným ručením, přeměněna na ústřední peněžní ústav zemědělských společenstev, spolků a podniků v Čechách s firmou „Peněžní ústředí zemědělských družstev pro Čechy (Zentralkasse der landwirtschaftlichen Genossenschaften für Böhmen), zapsané společenstvo s obmezeným ručením“ se sídlem v Praze. Ústřední svaz družstev v Praze byl zrušen.
Obdobně dnem zřízení Svazu zemědělských družstev na Moravě byla sloučena pokladna Raiffeisen-Zentralkasse in Brünn, registrierte Genossenschaft mit beschränkter Haftung s Moravskou jednotou záložen, raiffeisenek a družstev, zapsaným společenstvem s obmezeným ručením v Brně, která byla přeměněna na ústřední peněžní ústav zemědělských společenstev a spolků na Moravě s firmou „Peněžní ústředí zemědělských družstev pro Moravu“ (Zentralkasse der landwirtschaftlichen Genossenschaften für Mähren), zapsané společenstvo s obmezeným ručením“ a se sídlem v Brně na Náměští Viktoria 17.
Dnem zřízení Všeobecného družstevního svazu pro Čechy a Moravu byl sloučen:
1. Zemský svaz živnostenských záložen a družstev v Praze, zapsané společenstvo s obmezeným ručením,
2. Ústřední svaz družstev živnostenských v Brně, zapsané společenstvo s obmezeným ručením a
3. Zentralverband der deutschen gewerblichen Erwerbs- und Wirtschaftsgenossenschaften in Böhmen und Mähren, registrierte Genossenschaft mit beschränkter Haftung v Brně se Svazem záložen, zapsaným společenstvem ručení obmezeného v Praze, a přeměněn na ústřední peněžní ústav s firmou „Všeobecné peněžní ústředí družstev pro Čechy a Moravu“, zapsané společenstvo s obmezeným ručením a se sídlem v Praze.[50][51]

Majetek Centrokooperativu přešel na „Všeobecný družstevní svaz pro Čechy a Moravu“, majetek německého svazu Verband der deutschen landwirtschaftlichen Genossenschaften in Böhmen und Mähren v Brně přešel na „Svaz zemědělských družstev na Moravě“ a majetek Jednoty záložen v Praze a Jednoty svazu družstev v Praze na „Všeobecný družstevní svaz pro Čechy a Moravu“.

## Spořitelní a úvěrová družstva po roce 1948
Po komunistickém převratu v únoru 1948 byla činnost spořitelních a úvěrových družstev potlačena: už před převratem, 24. ledna 1948, bylo výnosem ministerstva financí vedeného Jaromírem Dolanským (KSČ) Ústřední bance družstev přikázáno, aby splynula s Moravskou bankou.
I přesto však ke konci roku 1951 existovalo v českých zemích tzv. lidové peněžnictví, které zahrnovalo 176 okresních záložen a spořitelen (s 184 pobočkami), 425 spořitelen a záložen (35 poboček) a samostatné záložny a kampeličky: 122 vedených úřednicky (2 pobočky) a 2 607 vedených činovnicky (bez poboček).
Tyto spořitelny a záložny byly v 50. letech 20. století sloučeny zejména pod Českou státní spořitelnu a částečně pod Státní banku československou.

## Družstevní záložny v České republice
| rok            |
| počet subjektů |
| členů          |
| -------------- |

| 1996  | 1997   | 1998   | 1999 | 2000 | 2001 | 2002 | 2003 | 2004   | 2007   | 2008   | 2009   | 2010   | 2011   | 2012   | 2013   | 2014   | 2015   | 2016   | 2017   | 2018   | 2019   | 2020   | 2021   | 2022  |
| ----- | ------ | ------ | ---- | ---- | ---- | ---- | ---- | ------ | ------ | ------ | ------ | ------ | ------ | ------ | ------ | ------ | ------ | ------ | ------ | ------ | ------ | ------ | ------ | ----- |
| 45    | 66     | 76     | 127  | 73   | 55   | 46   | 42   | 33     | 19     | 17     | 17     | 14     | 14     | 13     | 12     | 11     | 11     | 11     | 10     | 10     | 9      | 8      | 7      | 6     |
| 7 092 | 25 160 | 63 301 |      |      |      |      |      | 44 789 | 35 942 | 44 036 | 47 952 | 34 006 | 44 687 | 54 402 | 53 594 | 57 179 | 51 183 | 51 586 | 30 850 | 22 592 | 12 201 | 11 994 | 11 419 | 11755 |

### Obnova v 90. letech 20. století
Nová spořitelní a úvěrová družstva začala vznikat na základě zákona č. 87/1995 Sb. o spořitelních a úvěrových družstvech v 90. letech 20. století. V tomto období budování kapitalismu v českých zemích vzniklo velké množství kampeliček: roku 1997 jich existovalo už 71 s celkovým počtem 21 400 členů. V roce 1999 existovalo více než 120 kampeliček.
Podmínky pro založení kampeličky byly velmi liberální: nebyly regulovány Českou národní bankou, základní kapitál dostačovalo ve výši 500 000 Kč a nebyly kladeny požadavky na odborné znalosti zakladatelů. Navíc mohly záložny bez omezení zakládat dceřiné společnosti a převádět na ně finanční prostředky členů. Dohled na kampeličkami vykonával Úřad pro dohled nad družstevními záložnami.
Většina kampeliček byla řízena velmi nekompetentně a hospodaření některých připomínalo pyramidové schéma.[zdroj?] Koncem 90. let 20. století se ocitla většina existujících záložen v likvidaci nebo konkursu.[zdroj?]

### Obnova důvěry ve 21. století
První klienti zkrachovalých kampeliček se dočkali náhrad části svých vkladů roku 2001. Ve stejném roce založily družstevní záložny WPB Capital, Prague Credit Union a DZ NOVA Asociaci družstevních záložen. Původním úkolem Asociace družstevních záložen byla snaha vylepšit obraz kampeliček v České republice a společný postup spřízněných záložen v době přípravy harmonizace zákona č. 87/1995 Sb., o úvěrních a spořitelních družstvech. Podmínky pro založení a činnost kampeliček byly zpřísněny už v roce 2002. Další zpřísnění nastalo v souvislosti se vstupem ČR do EU. Od ledna roku 2006 dohlíží na družstevní záložny Česká národní banka. Kampeličky nyní musí splnit daleko přísnější kapitálové požadavky: jejich základní kapitál musí být nejméně 35 milionů korun. Záložny také musejí získat povolení k působení v ČR od ČNB a mají vůči ní informační povinnost podle vyhlášky č. 123/2007 Sb.
Vklady v družstevních záložnách jsou pojištěny ve výši 100 % až do celkového součtu 100 000 EUR pro jednoho vkladatele. Pojištěny jsou však úročené vklady oproti vkladům členským. Od července 2015 platí, že souhrn vkladů člena nesmí překročit desetinásobek souhrnu jeho splaceného členského vkladu.

### Seznam
Ke květnu 2022 je v České republice 6 společností s licencí družstevní záložny:
- Artesa
- Citfin
- České spořitelní družstvo
- NEY
- Peněžní dům
- Podnikatelská družstevní záložna

## Rozdíly oproti bankám
Zatímco zákazníky klasické banky jsou klienti, u záložen jsou to členové. Aby fyzická nebo právnická osoba mohla využívat služeb záložen, musí se nutně stát jejím členem. Musí podepsat přihlášku, složit členský vklad, případně zaplatit zápisné či vstupní vklad. Jejich výše je u každé záložny jiná. Většinou se ale tato částka pohybuje od koruny až po jeden tisíc korun. 
Od poloviny roku 2015 může být úročen pouze desetinásobek základního a dalšího členského vkladu. Po jejich složení už nic nebrání plnému využívání služeb družstevních záložen. Stejně jako v bankách, i v záložnách se při zakládání účtu podepisuje smlouva o běžném či vkladovém účtu.
Při ukončení členství má klient nárok na tzv. vypořádací podíl. O jeho výši rozhoduje stav vlastního kapitálu po odečtení rizikového fondu, rezervního fondu a dalších fondů družstevní záložny. Vypořádací podíl je splatný do tří měsíců od schválení účetní závěrky za období, v němž členství zaniklo. Účetní závěrka musí být předložena ke schválení do 6 měsíců od posledního dne účetního období.
Výhody členství v družstevních záložnách vyplývají ze stanov každého družstva, například právo na informace o hospodaření záložny, právo účastnit se členské schůze a klást dotazy přímo nejvyšším představitelům záložny. Pro členy družstva je také dostupnější získání úvěru. Mezi nevýhody patří nevelký počet poboček.